# Рождественно (Одинцовский район)

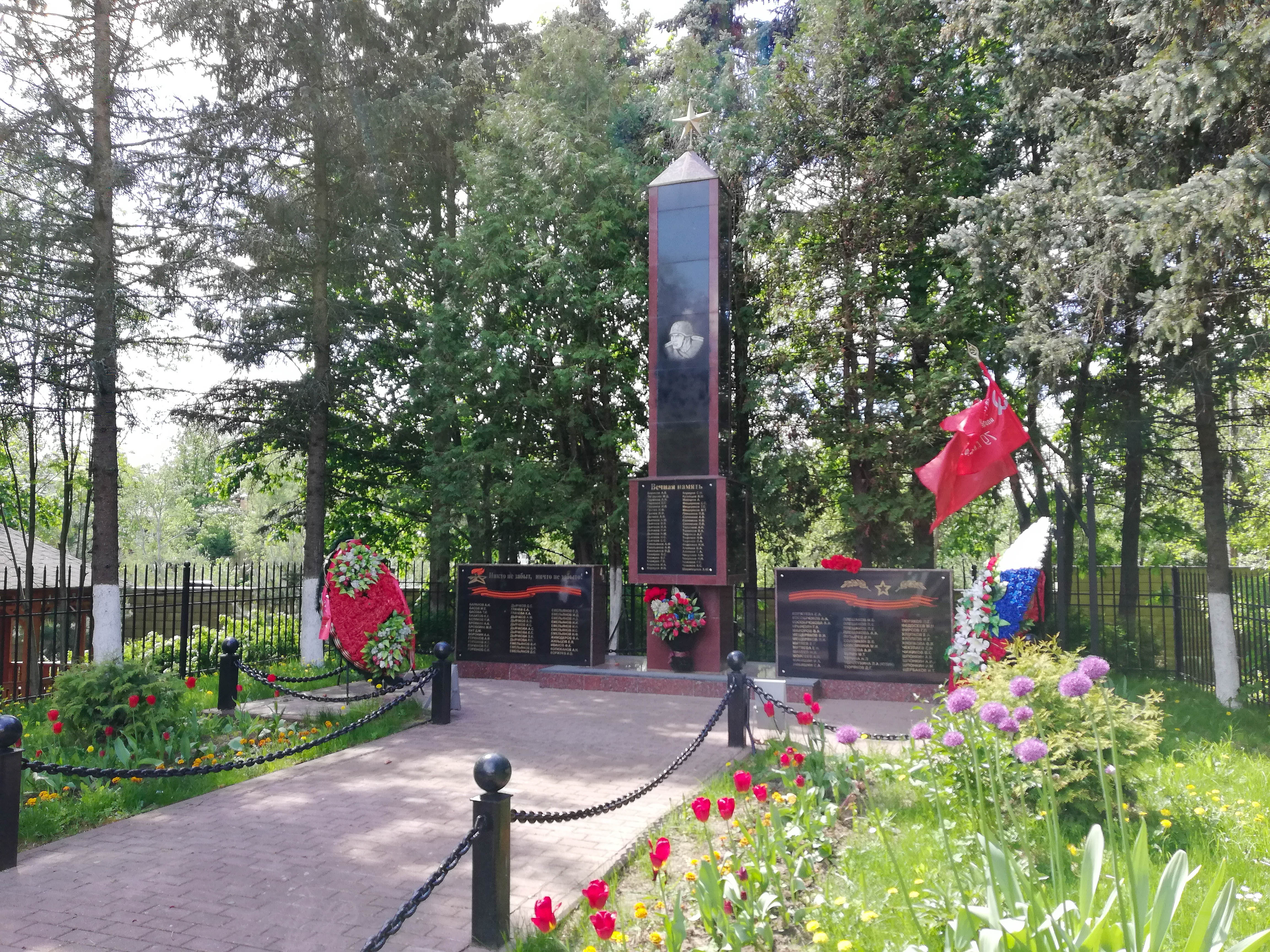
Воинский мемориал в Рождественно

Рождественно ― деревня в Одинцовском районе Московской области. Входит в состав сельского поселения Барвихинское. Население — 411 чел. (2010), в деревне 1 улица, числятся 5 садовых товариществ.
Деревня расположена в восточной части района, в 4 км к северо-востоку от Одинцово, на правом берегу реки Саминки, высота центра над уровнем моря 183 м.
Впервые в исторических документах деревня Ямщикова (таково древнее название) упоминается в 1640-х годах, как тянущая к Подушкино деревушка Ямщикова, что на овраге с 5 дворами. С 1766 года деревней владели Воейковы, тогда же она уже фигурирует, как Рождественно: в 1786 году в сёлах Рожествине, Подушкино тож, значилось 164 ревизские души. В дальнейшем Рождественно отдельно от Подушкино не упоминается. По переписи 1989 года в деревне значилось 41 хозяйство и 43 жителя.

## Население
| 2002 | 2006 | 2010 |
| ---- | ---- | ---- |
| 158  | →158 | ↗411 |